# Морнінгсайд-драйв
Морнінгсайд-драйв (англ. Morningside Drive) — вулиця з двостороннім рухом з півночі на південь у районі Морнінгсайд-Гайтс у Нью-Йоркському боро Мангеттен. Пролягає від 110-ї вулиці на півдні, де утворює продовження Колумбус-авеню, до 122-ї вулиці-Семінаріального ряду на півночі, якою стає Морнінгсайд-драйв після повороту на захід і перетину Амстердам-авеню.
На шляху Морнінгсайд-драйв проходить повз апсиду собору Св. Іоанна Богослова павільйони заводів і скримсерів лікарні Св. Луки, Церква Нотр-Дам, і кілька будівель, що належать Колумбійський університет, включаючи будинок президента та гуртожиток Східного кампусу. Східна сторона Морнінгсайд-драйв зайнята парком Морнінгсайд, який утворює східну межу Морнінгсайд-Гайтс і містить скелю, через яку будівництво перехресть неможливе. Неінституційна забудова на західній стороні вулиці — це переважно житлові будинки.